# Чориев, Дильшод Кобилмухамедович
Дильшод Чориев (род. 3 июля 1985, Кашкадарьинская область) — узбекский дзюдоист, призёр чемпионатов Узбекистана, чемпион и призёр чемпионатов Азии, призёр Азиатских игр и чемпионата мира. Участник летних Олимпийских игр 2012 года в Лондоне.

## Карьера
Выступал в средней весовой категории (до 90 кг). Бронзовый (2004 год) и серебряный (2014 год) призёр чемпионатов Узбекистана. В 2009 году Чориев взял серебро чемпионата Азии в Тайбэе и бронзу чемпионата мира в Роттердаме. На следующий год он стал вторым на Азиатских играх в Гуанчжоу. В 2011 году стал бронзовым призёром чемпионата Азии в Абу-Даби. В 2012 году Чориев стал чемпионом континента на домашнем чемпионате в Ташкенте. В 2014 году в Инчхоне он снова взял серебро Азиатских игр.
На летних Олимпийских играх 2012 года в Лондоне Чориев в первой схватке уступил японцу Масаси Нисияма. В утешительной серии он победил шведа Маркуса Нюмана и венгра Тамаша Мадараша, но проиграл бразильцу Тиагу Камилу и занял итоговое седьмое место.